# Terry Venables
Terence Frederick „Terry“ Venables (6. ledna 1943 Dagenham, Londýn, Anglie – 25. listopadu 2023) byl anglický fotbalový záložník. Po skončení aktivní hráčské kariéry trénoval vedle několika předních anglických klubů a španělské Barcelony také anglickou reprezentaci, kterou dovedl do semifinále Mistrovství Evropy 1996.

## Klubová kariéra
Do Chelsea FC přišel jako patnáctiletý a svou první profesionální smlouvu zde podepsal v roce 1960 poté, co nebyl nominován do britské reprezentace na Olympijské hry. Byl jedním z klíčových hráčů „Blues“ v šedesátých letech, kdy s klubem vyhrál ligový pohár. O rok později ale porušil spolu se sedmi dalšími spoluhráči předzápasovou večerku, což vedlo k jeho prodeji do Tottenhamu, se kterým hned v první sezóně vyhrál FA Cup. Následně hrál za Queens Park Rangers FC a Crystal Palace FC a hráčskou kariéru zakončil v irském St Patrick's Athletic FC za který však odehrál jen dva zápasy.

## Reprezentace
Přestože byl Terry Venables prvním anglickým fotbalistou, který prošel všemi mládežnickými reprezentacemi, za A-tým odehrál pouze dvě mezistátní utkání.

## Trenérská kariéra
S trénováním začal bezprostředně po ukončení kariéry ve svém bývalém působišti Crystal Palace, se kterým během tří let postoupil ze třetí ligy do nejvyšší soutěže. Na začátku druhé sezóny mezi elitou však mužstvo opustil a dal přednost angažmá u Queens Park Rangers, s nimiž také postoupil do první ligy, kde následně obsadili pátou příčku a kvalifikovali se do Poháru UEFA.

### FC Barcelona
Evropské poháry si však vyzkoušel až s FC Barcelona, kam po sezóně odešel. V premiérové sezóně dovedl klub k prvnímu mistrovskému titulu po jedenácti letech. V Poháru mistrů vyřadila Barca postupně pražskou Spartu, FC Porto, Juventus FC a švédský IFK Göteborg. Ve finále proti FC Steaua București gól nepadl, v následném penaltovém rozstřelu neuspěl ani jeden z barcelonských střelců a pohár tak putoval do Rumunska. Barca si spravila chuť alespoň ve finále španělského ligového poháru. V příští sezóně nezískal s týmem žádnou trofej a na začátku té další byl z funkce odvolán.

### Tottenham Hotspur
Po dvou měsících bez angažmá se ujal kormidla dalšího z týmů, kde působil jako hráč, Tottenhamu Hotspur. Nejvýraznějších úspěchů dosáhl na začátku devadesátých let, když nejprve dovedl „Spurs“ ke třetí příčce v lize a o rok později získal anglický pohár. Po skončení sezóny na lavičku usedl Peter Shreeves a Venables byl jmenován generálním ředitelem klubu.

### Anglie
V lednu roku 1994 nahradil na lavičce anglické reprezentace
Grahama Taylora, který s národním týmem selhal v kvalifikaci na světový šampionát. Ještě před startem EURO 96, které Anglie pořádala Venables ohlásil, že po šampionátu již nebude u týmu pokračovat. Do turnaje vstoupil „Albion“ remízou se Švýcarskem. Následovaly výhry nad Skotskem a výběrem Nizozemska. Ve čtvrtfinále přešli svěřenci Terryho Venablese přes Španělsko po pokutových kopech. Do finále ve Wembley je ale nepustili Němci, když v šesté sérii penaltového rozstřelu selhal Gareth Southgate.

### Austrálie
V listopadu 1996 převzal reprezentaci Austrálie, s níž došel až do finále Konfederačního poháru, kde nestačili na Brazilce. Kvalifikací na světový šampionát prošli Venablesovi svěřenci bez ztráty bodu s celkovým skóre 31:2. V následné baráži s Íránem však po remíze 1:1 v Teheránu nezvládli Australané domácí odvetu a navzdory vedení 2:0 na šampionát nepostoupili.

## Pozdější působení
Do roku 2012 působil jako technický poradce týmu Wembley FC.

## Ocenění
- Nejlepší trenér španělské ligy podle magazínu Don Balón (1984/85)
- Nejlepší světový trenér podle magazínu World Soccer (1985)